# Concerto pour piano no 4 de Saint-Saëns
Pour les articles homonymes, voir Concerto pour piano (homonymie).
Le concerto pour piano no 4 en do mineur (op. 44) a été composé par Camille Saint-Saëns en 1875 et constitue le quatrième des cinq concertos pour piano. Il a été créé au Théâtre du Châtelet à Paris le 31 octobre 1875 par le compositeur au piano, l'Orchestre Colonne dirigé par Édouard Colonne. Il porte la dédicace « À Monsieur Antoine Door, professeur de piano au Conservatoire de Vienne ». Il a été édité chez Durand en 1877.

## Analyse

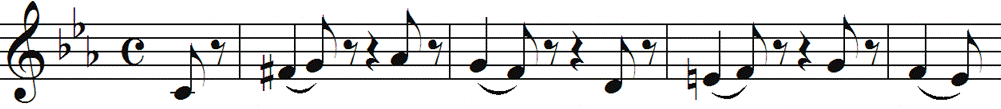
Thème du concerto no 4

Contrairement aux premier, troisième et cinquième concertos, sa structure n'est pas classique : elle comprend quatre mouvements qui ne sont pas formellement séparés. Il s'agit plutôt d'une écriture d'un seul jet avec quatre tempos, regroupées en deux parties, les mêmes thèmes étant repris à chaque fois. Le piano est traité à parts égales avec l'orchestre et le côté virtuose n'est pas exacerbé dans une partie spécifique.
Les deux parties sont :
1. Allegro – Andante
2. Allegro vivace (scherzo) – Finale (allegro).

L'exécution dure 25 à 27 minutes environ.

## Orchestration
| Instrumentation du concerto pour piano no 4                          |
| Clavier                                                              |
| piano (soliste)                                                      |
| Cordes                                                               |
| premiers violons, seconds violons, altos, violoncelles, contrebasses |
| Bois                                                                 |
| 2 flûtes, 2 hautbois, 2 clarinettes, 2 bassons                       |
| Cuivres                                                              |
| 2 cors, 2 trompettes, 3 trombones                                    |
| Percussions                                                          |
| timbales                                                             |

## Discographie sélective
- Alfred Cortot, piano, Orchestre de la Société des Concerts du Conservatoire, sous la direction de Charles Munch 1931. Report CD Naxos 2000
- Alexander Brailowsky, piano, Boston Symphony Orchestra, dir. Charles Munch. LP His Master's Voice 1954
- Grant Johannesen, piano, Philharmonia Orchestra, dir. Georges Tzipine. LP His Master's Voice 1958
- Lélia Gousseau, piano, Orchestre National de la RTF, dir. André Cluytens (Live 11/12/1956). CD INA 2014
- Robert Casadessus, piano, RIAS-Symphonie-Orchester, dir. Eugene Ormandy. Enregistrement Live 1952, report CD Audite 2008
- Robert Casadesus, piano, New York Philharmonic, conducting by Leonard Bernstein. 1964. Report CD Sony 1993. La discothèque idéale de Diapason VOL XXIII. CD III. 2021
- Stephen Hough, piano, City of Birmingham Symphony Orchestra, dir. Sakari Oramo (intégrale des concertos pour piano et orchestre). 2 CD Hyperion 2001. Gramophone Awards record of the year 2002. Diapason d'or, Choc Le Monde la Musique
- Jean-François Heisser, piano, Les Siècles, dir. Françoi-Xavier Roth. CD Actes Sud 2010
- Alexandre Kantorow, piano, Tapiola Sinfonietta, dir. Jean-Jacques Kantorow. SACD Bis 2019. Diapason d'or, Choc de Classica.
- Louis Lortie, piano, BBC Philharmonic, conductor, Edward Gardner (intégrale des concertos pour piano et orchestre, Allegro appassionato Op.70, Rapsodie d'Auvergne Op.73). 2 CD Chandos 2018-2019